# Ditrysia
Ditrysia su prirodna grupa ili klada insekata u redu , koja obuhvata dnevne i noćne leptire i moljce. Oni su tako nazvani, jer ženke imaju dva zasebna polna otvora: jedan za parenje, i drugi za leženje jaja (za razliku od Monotrysia).
Oko 98% opisanih vrsta Lepidoptera pripada grupi Ditrysia. Grupa se može podeliti u primitivne, ali parafiletske „mikromoljce”, i izvedene monofiletske Apoditrysia, čime su obuhvaćeni uglavnom veći moljci i noćni leptiri, kao i dnevni leptiri. Oni sa dorsalnim srčanim sudom pripadaju sekciji . Drugi, koji imaju ventralne srčane sudove, pripadaju sekciji Tineina.

## Literatura
- Kristensen, N. P. and Skalski, A.W. (1999). Phylogeny and paleontology. Pages 7–25 in: Lepidoptera: Moths and Butterflies. 1. Evolution, Systematics, and Biogeography. Handbook of Zoology Vol. IV, Part 35. N. P. Kristensen, ed. De Gruyter, Berlin and New York.
- Capinera, John, editor (2008), Encyclopedia of Entomology, 2nd ed., Springer Verlag, New York.